# 二十四進法
二十四進法（にじゅうよんしんほう）とは、24 を底（てい）とし、底およびその冪を基準にして数を表す方法である。

## 記数法
二十四進記数法とは、24 を底とする位取り記数法である。慣用に従い、通常のアラビア数字は十進数とし、二十四進記数法の表記は括弧および下付の 24 で表す。二十四進記数法で表された数を二十四進数と呼ぶ。
一般には、0, 1, 2, 3, 4, 5, 6, 7, 8, 9, A, B, C, D, E, F, G, H, I, J, K, L, M, N の 24 個の数字を用いる。右端あるいは小数点で 1 の桁を表す。数字の意味する数は、左に 1 桁ずれると 24 倍になり、右に 1 桁ずれると 1/24 になる。(11)24 という表記において、左の「1」は二十四を表し、右の「1」は一を表し、合わせて二十五を表す。I と 1 および O と 0 は紛らわしいので、18 から 23 を表すのに I, J, K, L, M, N の代わりに J, K, L, M, N, P を用いることもある。
同様に、二十四進記数法では (50)24 は 120 (5×241) を、(100)24は 576 (1×242) を意味する。

## 命数法
二十四進命数法とは、24 を底とする命数法である。

### 数詞
自然言語では、パプア諸語（パプアニューギニア）のウンブ・ウング語 (Umbu-Ungu) が二十四進法の数詞を持つ。内部に四進法を含み、また 24 を超えて 32 まで数詞がある複雑な体系である。以下にウンブ・ウング語の数詞を示す。
| 1   | telu             |
| 2   | talu             |
| 3   | yepoko           |
| 4   | kise             |
| 5   | te(lu)pakara     |
| 6   | talupakara       |
| 7   | yepokopakara     |
| 8   | eŋgaki           |
| 9   | rurepoŋga telu   |
| 10  | rurepoŋga talu   |
| 11  | rurepoŋga yepoko |
| 12  | rurepo           |
| 13  | malapuŋga telu   |
| 14  | malapuŋga talu   |
| 15  | malapuŋga yepoko |
| 16  | malapu           |
| 20  | supu             |
| 24  | tokapu           |
| 28  | alapu            |
| 32  | polaŋgipu        |
| 48  | tokapu talu      |
| 72  | tokapu yepoko    |
| 576 | tokapu tokapu    |

### 単位系
1 日は 24 時間である。また、金の含有率を示すカラットは 24 分率である。
秦の質量の単位では 1 兩が 24 銖だった。